# Jesuli
Jesús Antonio Mora Nieto, noto come Jesuli (Siviglia, 24 gennaio 1978), è un ex calciatore spagnolo, di ruolo attaccante.

## Palmarès

### Competizioni internazionali
- Coppa Intertoto UEFA: 1

Celta Vigo: 2000
- Coppa UEFA: 2

Siviglia: 2005-2006